# مریچل فره
مریچل فره (اسپانیایی: Meritxell Ferré‎؛ زادهٔ ۱۰ نوامبر ۲۰۰۶) شناگر شنای موزون اهل اسپانیا است.
وی در مسابقات کشوری و بین‌المللی در مجموع برندهٔ ۱ مدال برنز شده است.